# Rata lanuda de Bosavi
La rata lanuda de Bosavi es una curiosa especie de roedor descubierta en 2009 en el monte Bosavi, un volcán extinto de Papúa Nueva Guinea. Hallada por una expedición científica de la BBC, que realizaba grabaciones para el programa ‘La Tierra Perdida del Volcán’, esta especie mide más de 80 cm y pesa kilo y medio. Posee un pelaje grueso de color gris; en presencia de los humanos, este animal ni huyó ni les atacó.